# Müller (drogeria)
Müller – niemiecka sieć drogerii. Trzecia pod względem obrotów sieć w Niemczech.

## Charakterystyka
Historia przedsiębiorstwa zaczęła się 5 marca 1953 roku, kiedy to Erwin Franz Müller, dotychczas zarabiający na życie jako fryzjer, zarejestrował sklep z artykułami kosmetycznymi w Ulm. Do 1968 roku firma otworzyła dodatkowe sklepy w Monachium i Karlsruhe, od tego roku rozpoczęła też sprzedaż samoobsługową. W 1976 roku rozpoczęła się budowa siedziby firmy w Ulm-Jungingen. W 1978 roku roczny dochód po raz pierwszy przekroczył 100 milionów marek niemieckich. Firma nabrała impetu w latach 1980–1985, kiedy otworzono aż 59 nowych placówek. W 1985 roku przedsiębiorstwo zostało przekształcone w spółkę komandytową z ograniczoną odpowiedzialnością. Do 1990 roku powstało kolejnych 86 sklepów w Niemczech. W latach 90. XX wieku firma rozpoczęła ekspansję na kraje europejskie. W 2010 roku firma osiągnęła przychody w wysokości 2,42 miliarda euro. Müller to przede wszystkim sklep kosmetyczny z dużym działem drogeryjnym i perfumeryjnym, ale oprócz kosmetyków sprzedaje towary i akcesoria modowe, zdrową żywność, suplementy diety, niektóre leki dostępne bez recepty, artykuły gospodarstwa domowego, zabawki, multimedia, artykuły papiernicze oraz książki. Jest trzecią pod względem obrotów siecią w Niemczech, za siecią DM Drogerie Markt i siecią Rossmann. Firma ma 880 sklepów generujących sprzedaż na poziomie 4,8 miliarda euro (2021). Oprócz Niemiec, sieć drogerii Müller jest obecna w Austrii, Chorwacji, Słowenii, Węgrzech, Szwajcarii i na Majorce. W lutym 2022 roku Drogerie Müller zatrudniały w Niemczech około 35 000 pracowników.